# Phygadeuon connectens
Phygadeuon connectens är en stekelart som beskrevs av Otto Schmiedeknecht 1905. Phygadeuon connectens ingår i släktet Phygadeuon och familjen brokparasitsteklar. Inga underarter finns listade i Catalogue of Life.